# 米酒

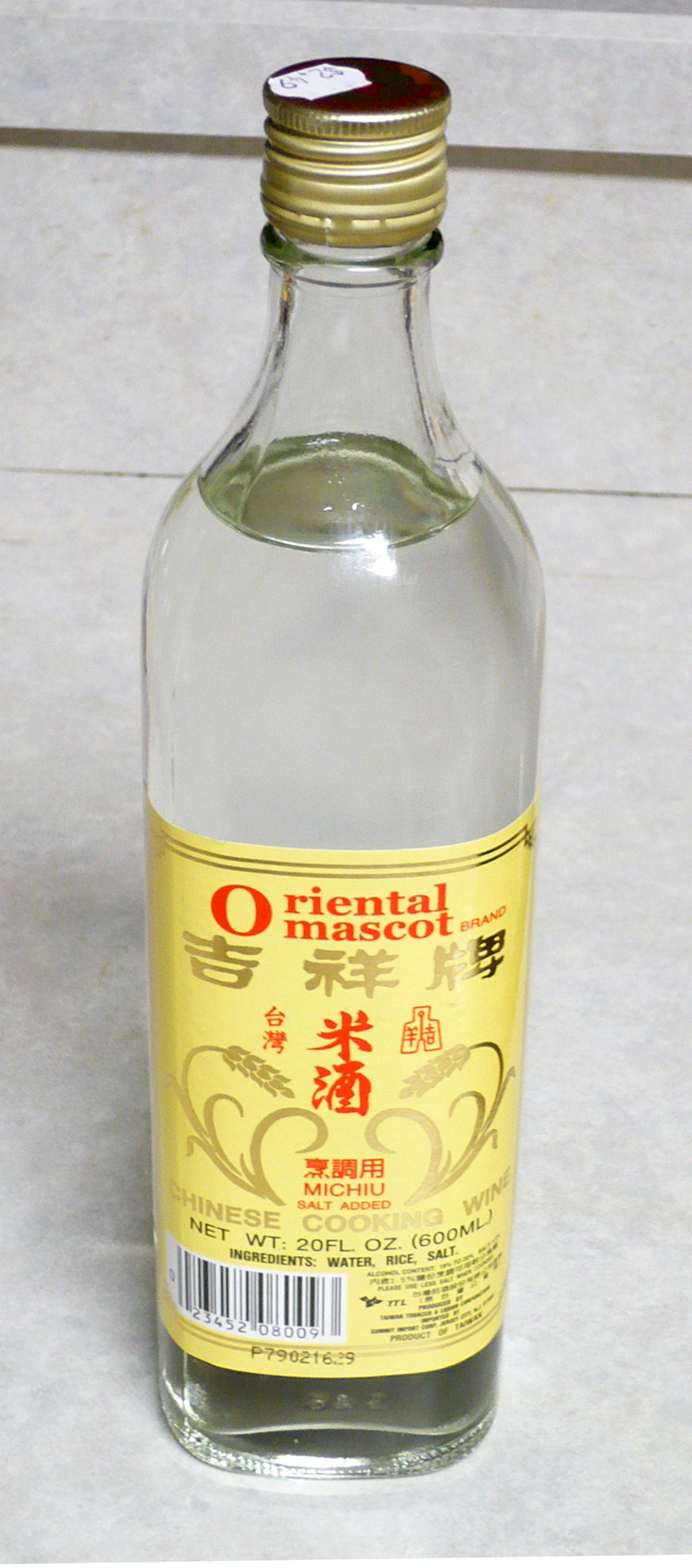
オハイオ州クリーブランドで販売された料理用の台湾菸酒公司の米酒

米酒（みーちゅう、びーちゅう）は台湾の蒸留酒。米を原料とし、近年は主に料理酒として用いられている。

## 歴史
米酒の起源は中国南部であり、長年にわたって庶民に愛飲されていた。近代には台湾総督府専売局も他の酒類とともに米酒を生産し、1931年には白粬（ぺーか）を使わずクモノスカビを糖化菌として用いる製造方法に切り替えた。第二次世界大戦後は台湾省菸酒公売局によって生産が引き継がれ、1988年に花蓮市郊外に移転した酒廠では年間270万ダースの米酒製造能力があった。1997年時点で600mlのビン入りの米酒が25台湾元（当時の為替レートで約100円）と安価であり、現代では香腸作りなどの料理酒や薬酒の原料として使われる。

## 製法
蓬萊米の玄米のみを原料とし、水と塩酸に浸漬させた後に蒸し煮する。冷却した後、クモノスカビを糖化菌として39℃で50時間糖化を行う。この際、先に添加した塩酸は粘度を低下させるとともにpHを調整して糖化を促進する効果がある。続いて36℃まで温度を下げて出芽酵母を加え、7 - 12日間ほどアルコール発酵を行う。この段階でアルコール度数は10.4 - 12.2%となり、これを蒸留する。
常圧で単式蒸留して得られた液体を貯蔵し、連続蒸留した留出液を少量調合するとアルコール度数は22%となる。ろ過した後、ビン詰めして出荷される。一方、もち米を原料として2回蒸留後に0℃で1週間以上冷却する高級品も存在し、そのアルコール度数は35%となる。
なお、近代以前は粳米の粉末で団子を作り、出芽酵母とカビを混ぜた白粬を加え、5 - 6日で糖化および発酵を行っていた。この状態でアルコール度数は8 - 10%となり、単式蒸留器で蒸留すれば米酒が得られた。